# Lithostege scoliogramma
Lithostege scoliogramma är en fjärilsart som beskrevs av Louis Beethoven Prout 1922. Lithostege scoliogramma ingår i släktet Lithostege och familjen mätare. Inga underarter finns listade i Catalogue of Life.